# IQ (zespół muzyczny)
IQ – brytyjska grupa rockowa powstała w 1980 i ciągle aktywna w początkach XXI wieku. Grupa zaliczana do gatunku rocka neoprogresywnego, była obok Marillion pionierskim zespołem, który przyczynił się do odrodzenia rocka progresywnego.

## Skład
- Mike Holmes – gitara
- John Jowitt – gitara basowa (od 1992)
- Andy Edwards – perkusja (od 2004)
- Peter Nicholls(inne języki) – śpiew (1980-1985 oraz od 1992)
- Mark Westworth – instrumenty klawiszowe (od 2007)

### Byli muzycy
- Paul Cook – perkusja (1980–2004)
- Tim Esau – gitara basowa (do 1989 w stałym składzie, później występujący gościnnie)
- Paul Menel – śpiew (1985–1989)
- Martin Orford – instrumenty klawiszowe (1980–2007)

## Dyskografia
- Seven Stories into Eight (1982)
- Tales From The Lush Attic (1983)
- The Wake (1985)
- Nine in a Pond is Here (1985)[2]
- Living Proof (live) (1986)
- Nomzamo (1987)
- Are You Sitting Comfortably? (1989)
- J'ai Pollette D'arnu (1990)
- Ever (1993)
- Forever Live (1993)
- Subterranea (1997)
- Seven Stories into Ninety Eight (1998)
- The Lost Attic (1999)
- Subterranea : The Concert (2000)
- The Seventh House (2000)
- Dark Matter (2004)
- Frequency (2009)
- The Wake – Live At De Boerderij (live) (2010)
- The Road Of Bones (2014)
- Resistance (2019)
- Dominion (2024)[3]